# Kvinnherad
Kvinnherad este o comună din provincia Hordaland, Norvegia.